# Cicadulina hastula
Cicadulina hastula är en insektsart som beskrevs av Van Rensburg 1983. Cicadulina hastula ingår i släktet Cicadulina och familjen dvärgstritar. Inga underarter finns listade i Catalogue of Life.